# Nataloniscus lawrencei
Nataloniscus lawrencei är en kräftdjursart som beskrevs av Franco Ferrara och Stefano Taiti1985. Nataloniscus lawrencei ingår i släktet Nataloniscus och familjen Philosciidae. Inga underarter finns listade i Catalogue of Life.